# Glirinae
Glirinae — підродина вовчкових, яка містить 2 сучасні роди й три сучасні види:
підродина Glirinae
- рід Glirulus
  - Glirulus japonicus
- рід Glis
  - Glis glis
  - Glis persicus